# Nicole Darrigrand
Nicole Jeanne Darrigrand (* 5. Juli 1931 in Casablanca, Französisch-Marokko als Nicole Péllissard; † 19. Mai 2021 in Arcangues) war eine französische Wasserspringerin.
Nicole Péllissard gewann 1946 im Alter von 15 Jahren ihren ersten französischen Meistertitel. Ein Jahr später wurde sie Europameisterin im Turmspringen in Monte Carlo. Bei den Olympischen Spielen 1948 in London wurde die damals 17-Jährige Vierte im Kunstspringen-Wettbewerb und Sechste im Wettbewerb im Turmspringen. 1950 konnte sie ihren Europameistertitel im Turmspringen verteidigen und gewann zudem Silber vom 3-Meter-Brett. Im weiteren Verlauf ihrer Karriere konnte die Französin drei weitere Olympiateilnahmen (1952, 1956 und 1960) verbuchen. Zudem wurde sie insgesamt 13-fache französische Meisterin.
Nach ihrer Karriere war sie als Sportlehrerin und Journalistin aktiv. Darrigrand wurde mit dem Ordre national du Mérite und mit dem Ehrenlegion ausgezeichnet.